# Compagnie du chemin de fer de Perpignan à Prades

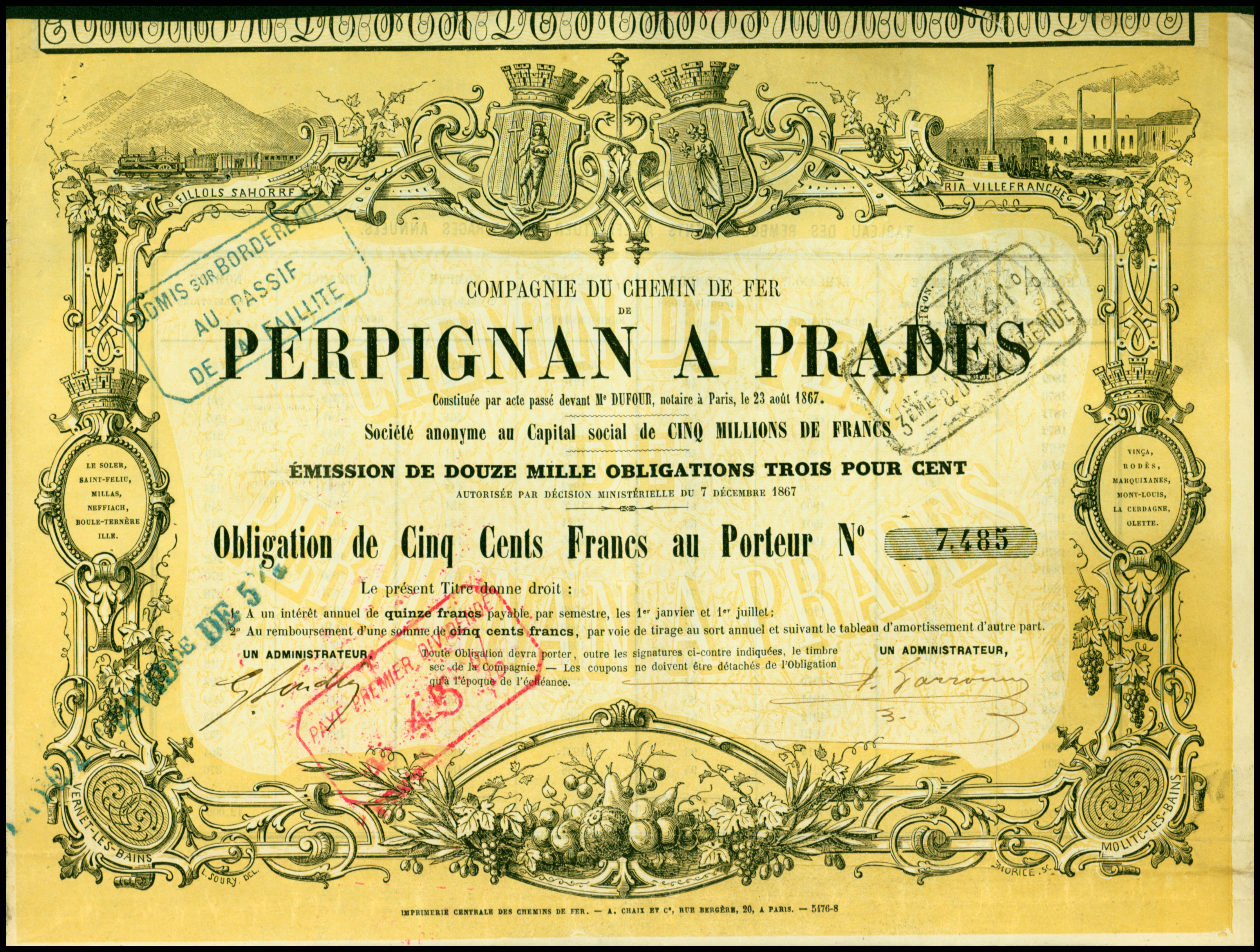
Obligation de la Compagnie du chemin de Fer de Perpignan à Prades en date du 7 decembre 1867

La Compagnie du chemin de Fer de Perpignan à Prades (PP) est une ancienne compagnie de chemin de fer française. Elle est créée en 1867 pour reprendre et gérer la concession du chemin de fer de Perpignan à Prades obtenue par Edmund Sharpe en 1863. Après avoir construit et mis en service une portion de la ligne, elle se trouve en difficulté financière et est mise sous séquestre avant de disparaître en 1884, ses actifs étant rachetés par la Compagnie des chemins de fer du Midi et du Canal latéral à la Garonne.

## Chronologie
- 29 août 1863 approbation de l'adjudication d'un chemin de fer de Perpignan à Prades à Edmund Sharpe
- 23 août 1867 création de la société anonyme
- 6 novembre 1878 déclaration de faillite
- 13 janvier 1881 rachat de la ligne par l'État français

## Histoire
L'Assemblée nationale vote le 20 avril 1863 une loi autorisant une subvention de 2 millions de francs pour l'exécution d'un chemin de fer de Perpignan à Prades, le Sénat, après examen en commission, suit les conclusions du rapporteur Élie de Beaumont en votant le texte lors de la séance du 1er mai 1863. La loi autorisant la subvention est promulguée le 6 mai 1863. La déclaration d'utilité publique est décrétée le 18 juin 1863. Ce même décret annonce la mise en adjudication de la concession et précise les conditions d'attribution de la subvention dont le maximum possible est de deux millions de francs. Le paiement se fera en six termes semestriels égaux, la compagnie devant à chaque terme justifier du paiement d'une somme triple pour des achats concernant directement la construction du chemin de fer.
Le 22 août 1863 à l'hôtel du ministère de l'agriculture, du commerce et des travaux publics, a lieu l'adjudication du chemin de fer de Perpignan à Prades. Il y a une seule soumission provenant d'Edmund Sharpe qui propose une réduction de mille francs sur la subvention maximum de deux millions de francs. Le soumissionnaire ayant fait un dépôt de garanti l'adjudication est déclaré valable et confirmée par le décret 29 août 1863.Edmund Sharpe commence les travaux avant de céder sa concession à la société anonyme constituée à Paris par acte notarié du 23 août 1867.
La Compagnie du chemin de fer de Perpignan à Prades met en service une première section entre les gares de Perpignan et d'Ille-sur-Têt le 10 décembre 1868, puis un tronçon entre Ille-sur-Têt et Bouleternère le 15 mars 1870. Ne parvenant pas à terminer la ligne dans le temps imparti par le cahier des charges, elle adresse à l'administration, le 8 avril 1870, une demande de prolongation du délai pour l'achèvement de la construction de la ligne, elle est acceptée et confirmée par le décret Impérial du 24 juin 1870 qui repousse la date limite au 1er juin 1871.
En proie à des difficultés financières, la compagnie demande sa mise sous séquestre le 4 février 1873, elle est acceptée par le décret du 6 février 1873
La compagnie est déclarée en faillite le 6 novembre 1878
En 1881, l'État français rachète la ligne de Perpignan à Prades en application de la loi du 13 janvier 1881 qui approuve la convention provisoire paraphée le 8 mars 1880 par le syndic de la faillite et le ministre des travaux publics. Le 12 février l'administration est confiée à l'ingénieur en chef du département des Pyrénées-Orientales, et le 8 mars cette administration a effectué la prise de possession effective de la ligne.